# Festina (ciclismo)
La Festina, già Lotus, era una squadra maschile francese di ciclismo su strada, attiva nel professionismo dal 1989 al 2001.
Sponsorizzata da Festina Lotus SA, azienda spagnola di orologeria, ebbe come esponente di punta Richard Virenque, capace di vincere per quattro volte consecutive, dal 1994 al 1997, la classifica scalatori al Tour de France. Durante il Tour de France 1998 la squadra fu coinvolta in un importante scandalo doping.

## Storia
La squadra nasce nel 1989 sotto il nome Lotus-Zahor, su iniziativa dei direttori sportivi spagnoli Miguel Moreno e Carlos Machín, come diretta continuazione del team Zahor Chocolates. I principali risultati arrivano soprattutto nelle gare del calendario spagnolo, con ciclisti come Luk Suykerbuyk, Carlos Hernández, Roberto Pagnin e Mathieu Hermans. Nel 1992 arrivano in squadra Thomas Wegmüller e il trentacinquenne Sean Kelly: è proprio l'irlandese a dare alla Lotus la prima storica vittoria in una classica, la Milano-Sanremo; nella stessa stagione la squadra vince una tappa al Giro d'Italia con Pagnin e viene invitata per la prima volta al Tour de France.

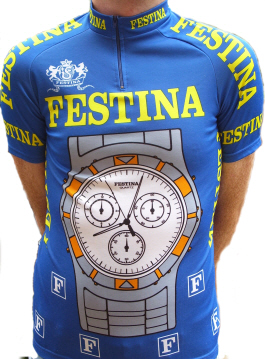
La divisa per la stagione 1992

Nel 1993 la squadra si rinnova, cambia denominazione in Festina-Lotus e assume licenza andorrana (francese dal 1994). L'organico viene notevolmente rinforzato: dall'appena scioltasi PDM-Ultima-Concorde arrivano il ds Jan Gisbers, Jean-Paul van Poppel e sei gregari, dalla disciolta R.M.O. arrivano il ds Bruno Roussel, Richard Virenque e tre suoi compagni, e a essi si aggiungono Steven Rooks dalla Buckler e Thierry Marie dalla Castorama. I nuovi arrivati ottengono subito alcuni importanti successi: Van Poppel vince due tappe alla Vuelta a España e una alla Volta Ciclista a Catalunya, mentre l'ex RMO Pascal Lino fa sua una tappa al Tour de France.
A partire dal 1994 la Festina assume grande notorietà grazie soprattutto a Richard Virenque, capace tra il 1994 e il 1997 di far sua per quattro volte consecutive la maglia a pois di miglior scalatore al Tour de France, terminando al contempo terzo nella generale della Grande Boucle nel 1996 e secondo nel 1997. Arrivano in squadra negli stessi anni ciclisti come Luc Leblanc (campione del mondo nel 1994), Laurent Dufaux (quarto al Tour de France 1996), Laurent Brochard (campione del mondo nel 1996), il classicista Gianluca Bortolami e il velocista Marcel Wüst; anche grazie ai loro risultati la Festina chiude nella Top 5 di Coppa del mondo nelle stagioni 1996 e 1997.
Per il 1998 viene messo sotto contratto Alex Zülle, vincitore delle ultime due Vuelta a España. Lo svizzero corre un Giro d'Italia da protagonista, vince tre tappe, veste di rosa per quasi due settimane ma deve accontentarsi del quattordicesimo posto finale a causa di una crisi in una delle ultime frazioni. Poco prima dell'inizio del Tour de France 1998 la squadra rimane quindi coinvolta in uno dei più grandi scandali doping del ciclismo moderno, il cosiddetto scandalo Festina, ed è costretta all'abbandono della corsa. Viene fatta luce sul doping sistematico attuato in casa Festina, e alle indagini seguono numerosi arresti e squalifiche; diversi corridori ammetteranno l'utilizzo dell'EPO.
Il team subisce quindi una profonda riorganizzazione per il 1999, con l'arrivo di nuovi direttori sportivi e l'allontanamento dei personaggi coinvolti (tra gli altri Virenque, Dufaux, Zülle, il manager Roussel e il ds Moreno). Nuovi risultati di grande livello arrivano al Tour de France 2000, con il terzo e il quarto posto finale di Joseba Beloki e Christophe Moreau rispettivamente, e alla Vuelta a España, con Ángel Casero secondo classificato nell'edizione 2000 e vincitore l'anno seguente, dopo aver scavalcato Óscar Sevilla nella cronometro dell'ultimo giorno.
Nonostante i risultati dell'ultimo biennio, al termine della stagione 2001 la squadra si scioglie; tra i nomi principali, Casero si accasa al Team Coast, mentre Moreau e Florent Brard passano alla Crédit Agricole.

## Cronistoria

### Annuario
| Anno | Codice | Nome                   | Cat. | Biciclette  | Dirigenza                                                                                                |
| ---- | ------ | ---------------------- | ---- | ----------- | --- |
| 1989 | -      | Lotus-Zahor Chocolates | Pro  | Macario     | Dir. sportivi: Carlos Machín, Miguel Moreno                                                              |
| 1990 | -      | Lotus-Festina          | Pro  | Macario     | Dir. sportivi: Carlos Machín, Miguel Moreno                                                              |
| 1991 | -      | Lotus-Festina          | Pro  | Macario     | Dir. sportivi: Manuel Carrera, Miguel Moreno, Joël Chabiron                                              |
| 1992 | -      | Lotus-Festina          | Pro  | Macario     | Dir. sportivi: Manuel Carrera, Miguel Moreno, Domingo Perurena                                           |
| 1993 | FES    | Festina-Lotus          | Pro  | Rossin      | Dir. sportivi: Jan Gisbers, Miguel Moreno, Domingo Perurena, Bruno Roussel, Peter van der Kruijs         |
| 1994 | FES    | Festina-Lotus          | Pro  | Look        | Dir. sportivi: Miguel Moreno, Joël Chabiron, Bruno Roussel, Jaime Mir                                    |
| 1995 | FES    | Festina-Lotus          | Pro  | Peugeot     | Manager: Bruno Roussel Dir. sportivi: Miguel Moreno, Joël Chabiron, Michel Gros                          |
| 1996 | FES    | Festina-Lotus          | GSI  | Peugeot     | Manager: Bruno Roussel Dir. sportivi: Miguel Moreno, Michel Gros                                         |
| 1997 | FES    | Festina-Lotus          | GSI  | Peugeot     | Manager: Bruno Roussel Dir. sportivi: Miguel Moreno, Michel Gros, Jaime Martín                           |
| 1998 | FES    | Festina-Lotus          | GSI  | Peugeot     | Manager: Joël Chabiron Dir. sportivi: Bruno Roussel, Miguel Moreno, Michel Gros, Roberto Torres          |
| 1999 | FES    | Festina-Lotus          | GSI  | Peugeot     | Manager: Ginés Gorriz, Gérard Graas Dir. sportivi: Juan Fernández Martín, Yvon Sanquer, Michel Gros      |
| 2000 | FES    | Festina                | GSI  | Specialized | Manager: Gérard Graas Dir. sportivi: Juan Fernández Martín, Yvon Sanquer, Jacky Lachevre, Roberto Torres |
| 2001 | FES    | Festina                | GSI  | Specialized | Manager: Gérard Graas Dir. sportivi: Juan Fernández Martín, Yvon Sanquer, Gérard Rué, Roberto Torres     |

### Classifiche UCI
| Anno | Classifica | Pos. | Migliore cl. individuale |
| ---- | ---------- | ---- | ------------------------ |
| 1995 | -          | 11º  | Richard Virenque (12º)   |
| 1996 | -          | 5º   | Richard Virenque (7º)    |
| 1997 | -          | 4º   | Richard Virenque (14º)   |
| 1998 | -          | 4º   | Alex Zülle (6º)          |
| 1999 | GSI        | 15º  | Wladimir Belli (16º)     |
| 2000 | GSI        | 10º  | Christophe Moreau (21º)  |
| 2001 | GSI        | 13º  | Christophe Moreau (31º)  |

## Palmarès

### Grandi Giri
- Giro d'Italia

Partecipazioni: 7 (1991, 1992, 1993, 1995, 1996, 1997, 1998)
Vittorie di tappa: 6
1992: 1 (Roberto Pagnin)
1996: 1 (Pascal Hervé)
1997: 1 (Marcel Wüst)
1998: 3 (3 Alex Zülle)
Vittorie finali: 0
Altre classifiche: 0
- Tour de France

Partecipazioni: 10 (1992, 1993, 1994, 1995, 1996, 1997, 1998, 1999, 2000, 2001)
Vittorie di tappa: 12
1993: 1 (Pascal Lino)
1994: 3 (van Poppel, Leblanc, Virenque)
1995: 1 (Richard Virenque)
1996: 1 (Laurent Dufaux)
1997: 4 (Brochard, Virenque, Stephens, Rous)
2000: 1 (Marcel Wüst)
2001: 1 (Christophe Moreau)
Vittorie finali: 0
Altre classifiche: 8
1994: Scalatori (Virenque), Squadre
1995: Scalatori (Richard Virenque)
1996: Scalatori (Virenque), Combattività (Virenque), Squadre
1997: Scalatori (Virenque), Combattività (Virenque)
- Vuelta a España

Partecipazioni: 13 (1989, 1990, 1991, 1992, 1993, 1994, 1995, 1996, 1997, 1998, 1999, 2000, 2001)
Vittorie di tappa: 18
1989: 1 (Luc Suykerbuyk)
1990: 2 (Carlos Hernández, cronosquadre)
1992: 1 (Roberto Torres)
1993: 2 (2 Jean-Paul van Poppel)
1994: 1 (Jean-Paul van Poppel)
1996: 1 (Laurent Dufaux)
1997: 3 (3 Marcel Wüst)
1998: 3 (2 Marcel Wüst, Alex Zülle)
1999: 5 (4 Marcel Wüst, Laurent Brochard)
Vittorie finali: 1
2001 (Ángel Casero)
Altre classifiche: 3
1991: Sprint (Acácio da Silva)
1992: Scalatori (Hernández)
1994: Scalatori (Luc Leblanc)

### Classiche monumento
- Milano-Sanremo: 1

1992 (Sean Kelly)

### Campionati nazionali
- Campionati finlandesi: 1

Cronometro: 1996 (Joona Laukka)
- Campionati francesi: 1

Cronometro: 2001 (Florent Brard)
- Campionati svizzeri: 2

In linea: 1992 (Thomas Wegmüller)
In salita: 1996 (Laurent Dufaux)
- Campionati ungheresi: 1

Cronometro: 1997 (László Bodrogi)